# Кулагін Анатолій Миколайович
Анатолій Миколайович Кулагін (біл. Анатоль Мікалаевіч Кулагін, 1947) — білоруський мистецтвознавець, історик архітектури. Кандидат (1986), доктор мистецтвознавства (2005).
У 1960 році закінчив Білоруський політехнічний інститут. Працював архітектором в Белместпромпроекті, асистентом художника на кіностудії «Білорусьфільм». З 1970 року — провідний науковий співробітник Інституту мистецтвознавства, етнографії і фольклору НАН Білорусі. Член Спілки архітекторів Республіки Білорусь з 1979 року, Товариства охорони пам'яток — з 1986 року.

## Праці
Є автором численних праць з історії і теорії архітектури і мистецтва Білорусі:
- «Архитектура дворцово-усадебных ансамблей Белоруссии. Вторая половина XVII — начало XIX в.» (1981)
- «Помнікі Слоніма» (у співавт. з В. Б. Короткевич, 1983)
- «Дзержинщина: Прошлое и настоящее» (у співавт. з А. І. Валахановичем, 1986)
- "Ambony rokokowe w ko´s´ciołach na Białorusi (Biulety´n Historii Sztuki. 1988, № 1-2)
- «Архитектура и искусство рококо в Белоруссии: В контексте общеевропейской культуры» (1989)
- «Архитекторы Советской Белоруссии: Биогр. справ.» (в авторському колективі, 1991)
- «Шедевры архитектуры рококо. Историко-архитектурный очерк» (1991)
- «Возрождение готики» (1993)
- «Элітная архітэктура барока Беларусі ў агульнаеўрапейскім кантэксце (Барока ў беларускай культуры і мастацтве») (1998)
- «Страчаная спадчына» (в авторському колективі, 1998, 2003)
- «Хрысціянскія храмы Беларусі на фотаздымках Яна Балзункевіча. Пачатак XX стагоддзя» (у співавторстві з В. А. Герасимовичем, 2000)
- «Эклектыка» (2000), «Беларусь у малюнках Напалеона Орды. Другая палова XIX стагоддзя» (у співавторстві з В. А. Герасимовичем, 2001)
- «Каталіцкія храмы на Беларусі» (2000)
- «Праваслаўныя храмы на Беларусі» (2001)
- «Праваслаўныя храмы Беларусі» (2007)
- «Каталіцкія храмы Беларусі» (2008)

Брав участь у написанні: «Збору помнікаў гісторыі і культуры Беларусі» (т. 1-7, 1984—1988), «Гісторыі беларускага мастацтва» (1988—1989, т. 2, 3), «Архітэктура Беларусі» (2005—2007, т. 1-3).
Опублікував цикл статей у виданнях БелЭн (1969—2010) і «Памяць» (1985-97), наукових виданнях.

## Нагороди
- 1990 — Державна премія Білорусі
- 2002 — премія «За духовне відродження»
- 2001 — польська премія «Przegl¸ad Wschodni 2001»

У 2009 році нагороджений дипломом XIV Республіканського конкурсу найкращих архітектурних творів і Почесною грамотою архієпископа Т. Кондрусевича.